# Régis Dorn
Pour les articles homonymes, voir Dorn.
Régis Dorn est un ancien footballeur français né le 22 décembre 1979 à Ingwiller qui évoluait au poste d'attaquant.

## Biographie
Régis Dorn a joué 6 matchs en Ligue 1, 8 matchs en Ligue 2, et 52 matchs en Bundesliga.

## Carrière
- 1996-1997 :  FCSR Haguenau
- 1997-1998 :  FC Mulhouse
- 1998-1999 :  FCSR Haguenau
- 1999-2000 :  RC Strasbourg
- 2000-2002 :  SC Fribourg
- 2002-2003 :  Amiens SC
- 2003-2004 :  Shanghai Cosco
- 2004-2005 :  SC Fribourg
- 2005-2007 :  Kickers Offenbach
- 2007-2009 :  Hansa Rostock
- 2009-2013 :  SV Sandhausen[1]